# 大分県道56号中判田下郡線
大分県道56号中判田下郡線（おおいたけんどう56ごう なかはんだしもごおりせん）は、大分県大分市を通る県道（主要地方道）である。

## 概要
大分市大字中判田から大分市大字下郡に至る。
大分市中心部と大分臨海工業地帯、大分市以南の国道10号、国道57号および国道326号沿線を結ぶ重要な道路である。また、東九州自動車道 大分米良ICへのアクセス道でもある。この区間を利用せず従来の国道10号を利用する場合、一部で2車線区間もあり、多くの渋滞区間・箇所を通過することになる。本道路の利用はこの渋滞の回避に有効である。
起点の大分市大字中判田から同市大字片島までは国道10号大分南バイパスとの重用区間であり、本路線全体としても国道10号のバイパスの役割を果たしている。大分市大字片島から大分市大字羽田までは、かつて大分県道路公社が管理していた米良有料道路であった。その後、終点で東西方向に延びる大分県道21号大分臼杵線と接続する。また、終点からは、本路線に続いて大分県道685号萩原下郡線が北に延びており、JR九州の車両基地である大分鉄道事業部大分車両センターと日豊本線を跨線橋でまたぎ、国道197号に接続する。
南下郡東下交差点から終点の加納西交差点に至る区間は、2013年（平成25年）に「地域の主要渋滞箇所」に選定されている。
都市計画道路下郡中判田線の一部を構成する。大分県大分市大字片島から、同市大字羽田に至る延長2.0 kmは、2010年（平成22年）11月30日まで一般有料道路の米良有料道路（めらゆうりょうどうろ）であったが、同年12月1日に無料化された。同区間は、米良バイパスとも呼ばれている。

### 路線データ
- 起点：大分県大分市大字中判田（大分南バイパス入口交差点、国道10号現道交点、国道10号大分南バイパス上）
- 終点：大分県大分市大字下郡（加納西交差点、大分県道21号大分臼杵線交点、大分県道685号萩原下郡線終点）

## 歴史
- 1986年（昭和61年）3月5日 - 米良有料道路の供用開始。
- 1993年（平成5年）5月11日 - 建設省から、県道中判田下郡線が中判田下郡線として主要地方道に指定される[4]。
- 2010年（平成22年）12月1日 - 米良有料道路が、大野川大橋有料道路および大分空港道路とともに無料化[5]。
- 2015年（平成27年）2月21日 - 大分県道685号萩原下郡線の大分市牧1丁目 - 大分市下郡区間が開通し、本路線と接続する[6]。

## 路線状況

### 重複区間
- 国道10号大分南バイパス（大分市大字中判田・大分南バイパス入口交差点（起点） - 大分市大字片島）

### 旧通行料金
米良有料道路の無料化以前の通行料金は以下の通りであった。
| 区分        | 料金  |
| ----------- | ----- |
| 普通車      | 150円 |
| 大型車（1） | 260円 |
| 大型車（2） | 570円 |
| 軽自動車等  | 100円 |
| 軽車両等    | 020円 |

- 11回、60回および100回の回数通行券が販売されていた。

### 道路施設

#### 橋梁
- 新戸無瀬橋（大分市、国道10号大分南バイパス重複区間内）

#### トンネル
- 古城山トンネル（下り線）：延長1,018 m、1996年（平成8年）竣工、大分市（国道10号大分南バイパス重複区間内）
- 古城山トンネル（上り線）：延長1,031 m、1986年（昭和61年）竣工、大分市（国道10号大分南バイパス重複区間内）

## 地理

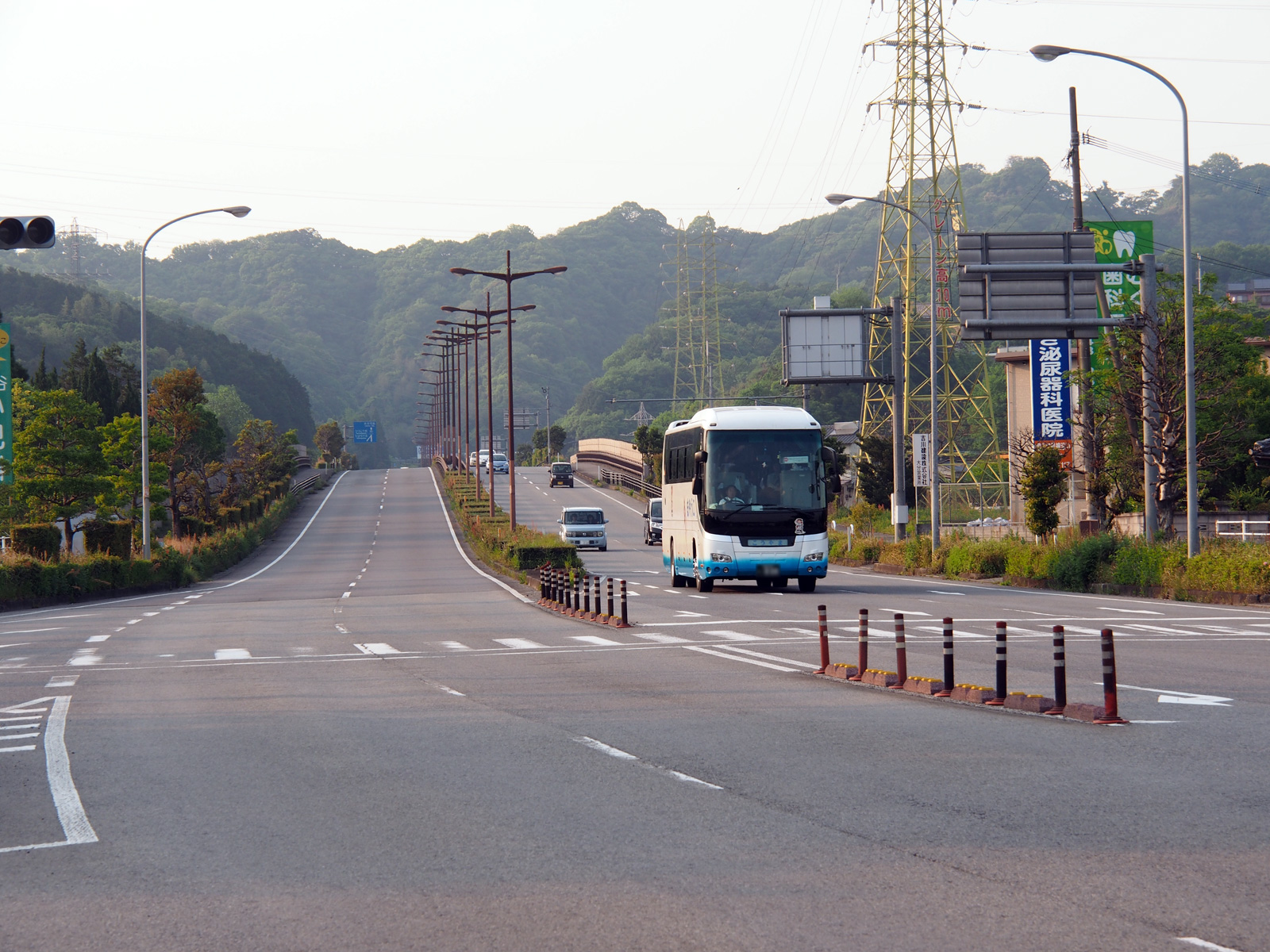
大分県道56号中判田下郡線（中判田付近）

### 通過する自治体
- 大分市

### 交差する道路
| 交差する道路                                                      | 交差する場所  | 交差する場所                    |
| ----------------------------------------------------------------- | ------------- | ------------------------------- |
| 国道10号 / 現道 国道10号 / 大分南バイパス 重複区間起点            | 大字中判田    | 大分南バイパス入口交差点 / 起点 |
| 国道10号 / 大分南バイパス 重複区間終点 国道197号 / 大分南バイパス | 大字片島      |                                 |
| E10 東九州自動車道                                                | 大字片島      | 米良IC交差点 14 大分米良IC      |
| 大分中央幹線道路（都市計画道路庄の原佐野線） - 2026年度開通予定   | 下郡中央3丁目 |                                 |
| 大分県道21号大分臼杵線 大分県道685号萩原下郡線                    | 大字下郡      | 加納西交差点 / 終点             |

### 沿線
- JR九州日豊本線 中判田駅
- 大分市立判田小学校
- 大分市立判田中学校
- 大分県立大分南高等学校
- 大分スポーツ公園
- 大分市立滝尾中学校
- 大分市立下郡小学校
- 陸上自衛隊 大分分屯地